# Grace Hartman
Grace Hartman (São Francisco, 7 de janeiro de 1907 - Los Angeles, 8 de agosto de 1955) foi uma atriz estadunidense. Ela ganhou um Tony Award em 1948 por sua performance em Angel in the Wings.
Ela foi casada com o ator Paul Hartman de 1923  até que eles se divorciaram em 1951. Ela morreu em Van Nuys, Califórnia, em 1955.
Em 1949, Hartman e seu marido co-estrelaram em The Hartmans , uma série de comédia na NBC-TV. 

## Filmografia
| Ano  | Título            | Personagem       | Notas       |
| ---- | ----------------- | ---------------- | ----------- |
| 1940 | Sunny             | Juliet Runnymede |             |
| 1943 | Higher and Higher | Hilda            |             |
| 1949 | The Hartmans      | Ela mesma        | Série de TV |